# Saskia Kouwenberg

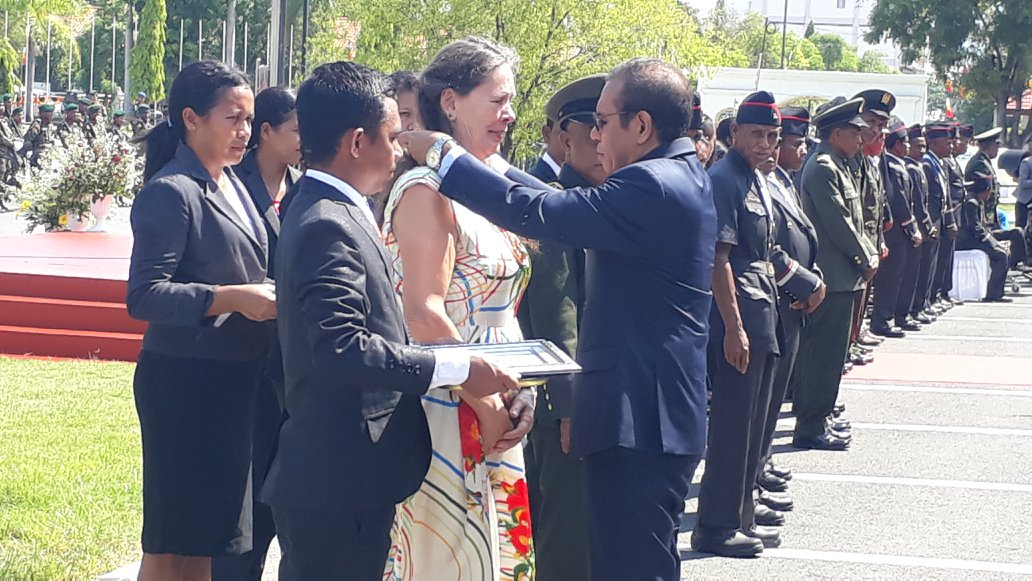
Saskia Kouwenberg ontvangt de Ordem de Timor-Leste uit handen van premier Taur Matan Ruak (28 november 2019)

Saskia Kouwenberg (1952) is een Nederlands mensenrechtenactiviste en journalist. Ze is betrokken geweest bij verschillende onderwerpen, van de landrechten van inheemse volkeren, de onafhankelijkheid van Oost-Timor en de Zuid-Molukken, tot antinucleaire, anti-imperialistische en anti-oorlog campagnes. Ze werkte daarin samen met Amnesty International, de Verenigde Naties en de nationale onafhankelijkheidsbewegingen van Oost-Timor en de Zuid-Molukken. Kouwenberg organiseerde bemiddelingsbijeenkomsten, maar viel ook militaire bases binnen uit protest voor hun doelen. Als een van de 1000 PeaceWomen Across the Globe werd ze genomineerd voor de Nobelprijs voor de Vrede in 2005.

## Levensloop
Kouwenberg groeide op in Zundert, een dorp in Noord-Brabant, als dochter van groentehandelaren.
Toen ze negentien jaar was, ging ze op reis via de hippie trail, naar onder andere Pakistan, India en Nepal, waar ze naar eigen zeggen voor het eerst bewust werd van armoede en ongelijkheid. Kouwenberg werkte daarna in de filmwereld, onder andere onder regisseur Paul Verhoeven, en raakte het besef van ongelijkheid op de achtergrond. Echter begin jaren tachtig verliet Kouwenberg de filmwereld om zich voltijds in te zetten voor een betere wereld. Zo demonstreerde ze tegen kruisraketten in Amsterdam, hielp ze bij het opzetten van het vredeskamp buiten de militaire basis van de NAVO in Volkel en maakte ze een documentaire over kernproeven uit Nieuw-Zeeland. Op dat moment begon ze ook campagne te voeren voor landrechten voor inheemse volkeren.
Sinds Kouwenbergs vader in Indonesië voor Nederland had gevochten, werd de Nederlandse schuld uit de koloniale geschiedenis een van haar hoofdthema's. Vervolgens werd haar door de Molukken gevraagd om een beeld te krijgen van de interreligieuze conflicten met een delegatie in de regio. Op 12 november 1991 brak het bloedbad van Santa Cruz uit in Dili, de hoofdstad van Oost-Timor, dat sinds 1975 bezet was door Indonesië.
De Britse cameraman Max Stahl wist de gebeurtenissen vast te leggen en Kouwenberg smokkelde de film van Dili, via Jakarta naar Nederland. De beelden gingen de wereld over en gaven inzicht over wat er aan de hand was op het eiland. Over de hele wereld ontstonden solidariteitsbewegingen, zoals het East Timor Action Network.

### Erkenning
Op 12 april 2017 reikte Taur Matan Ruak, de premier van het tegenwoordig onafhankelijke Oost-Timor, Kouwenberg de medaille van de Ordem de Timor-Leste uit. De prijsuitreiking vond veel later plaats, op 28 november 2019, nadat ze eerder abrupt van de lijst was verwijderd. Daarop ontving Kouwenberg op 10 september 2019 de People's Prize for Solidarity (Tetun: Premiu Solidariedade Popular Timor-Leste) van het People's Committee van de Solidarity Conference in Dili. De onderscheiding werd uitgereikt door zuster Maria de Lourdes Martins Cruz en de voorzitter van het Comité van 12 november, Gregório Saldanha.

### Privéleven
In 2000 keerde Kouwenberg terug naar Nederland om vervolgens veertien jaar lang voor haar moeder te zorgen, die aan de ziekte van Alzheimer leed. Daarna besteedde ze tijd aan de zorg voor haar zus, die ook aan Alzheimer stierf. Dit bracht haar ertoe het boek Dying, Death and Beyond te schrijven. Kouwenberg woont in Nimbin, een klein dorpje in New South Wales in Australië.